# Cubasansonia semisculpta
Cubasansonia semisculpta is een slakkensoort uit de familie van de Pickworthiidae. De wetenschappelijke naam van de soort is voor het eerst geldig gepubliceerd in 1990 door Espinosa & Fernández-Garcés.